# Coalition Compromís
Pour les articles homonymes, voir Compromís.
 (mai 2024).
Si vous disposez d'ouvrages ou d'articles de référence ou si vous connaissez des sites web de qualité traitant du thème abordé ici, merci de compléter l'article en donnant les références utiles à sa vérifiabilité et en les liant à la section « Notes et références ».
La coalition Compromís ou plus simplement Compromís (en valencien : Coalició Compromís — Compromís signifie en français « engagement ») est une coalition politique de la Communauté valencienne en Espagne fondée en janvier 2010, qui rassemble Més-Compromís, Initiative du peuple valencien et VerdsEquo du Pays valencien.

## Présentation
Son idéologie mêle valencianisme, progressisme et écologie.  

## Historique
Il s'agit de la troisième force électorale en termes de représentation au Parlement valencien, avec 18,2 % des voix et 19 des 99 sièges de députés aux élections de 2015, et 728 élus dans les conseils municipaux la même année.
Au niveau national, la coalition se présente aux élections générales espagnoles de 2011 pour les trois circonscriptions valenciennes sous le nom de Compromís-Q et obtient un siège de député aux Congrès pour la tête de liste, Joan Baldoví. Elle obtient également un siège de sénateur.
En février 2019, Compromís prend la décision de ne pas renouveler son alliance électorale avec Podemos pour les élections générales de 2019. La formation politique valencienne, qui avait obtenu quatre députés au Congrès avec cette alliance lors des précédentes élections générales, souhaite disposer de son propre groupe parlementaire, ce que l'alliance avec Podemos n'avait pas permis sous les deux précédentes législatures. À l'issue de ces élections générales, Compromís ne conserve qu'un seul député.

## Résultats électoraux

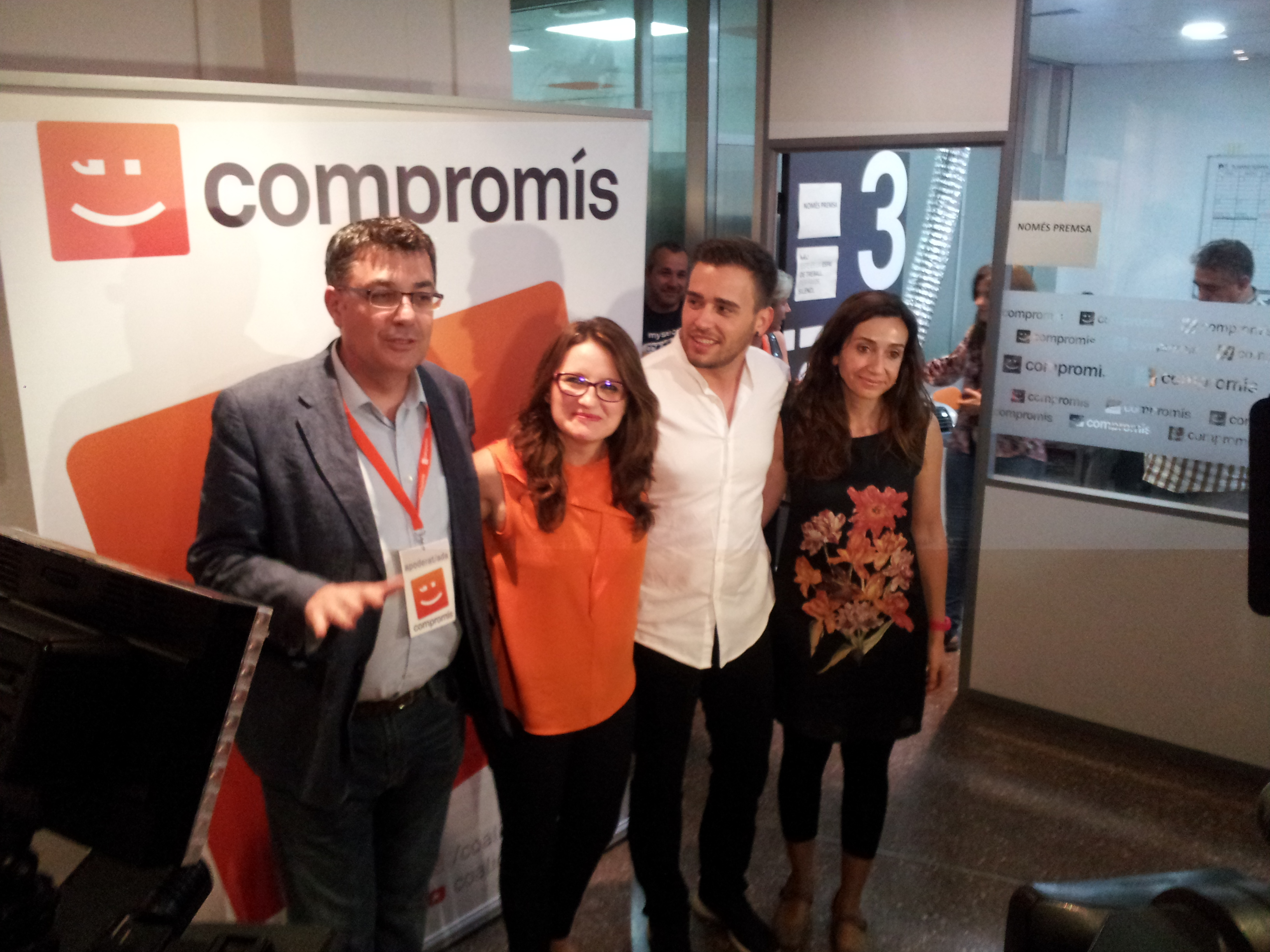
Enric Morera i Català, Mónica Oltra (porte-paroles de Compromís), Fran Ferri (président du groupe Compromís au Parlement de Valence) et Isaura Navarro (députée au Parlement de Valence).

### Élections générales espagnoles
| Année   | Voix                         | %                            | Rang                         | Mandats | Gouvernement          |
| ------- | ---------------------------- | ---------------------------- | ---------------------------- | ------- | --------------------- |
| 2011    | 125 306                      | 4,81                         | 5e                           | 1 / 33  | Opposition            |
| 2015    | au sein d'És el moment       | au sein d'És el moment       | au sein d'És el moment       | 4 / 33  | Opposition            |
| 2016    | au sein d'A la valenciana    | au sein d'A la valenciana    | au sein d'A la valenciana    | 4 / 33  | Opposition            |
| 04/2019 | 173 821                      | 6,47                         | 5e                           | 1 / 33  | -                     |
| 11/2019 | au sein de Més Compromís     | au sein de Més Compromís     | au sein de Més Compromís     | 1 / 33  | soutien à Sánchez II  |
| 2023    | au sein de Sumar per Guanyar | au sein de Sumar per Guanyar | au sein de Sumar per Guanyar | 2 / 33  | soutien à Sánchez III |

### Élections au Parlement valencien
| Année | Voix   | Mandats | Tête de liste         | Rang | Gouvernement         |
| ----- | ------ | ------- | --------------------- | ---- | -------------------- |
| 2011  | 7,4 %  | 6 / 99  | Enric Morera i Català | 3e   | Opposition           |
| 2015  | 18,5 % | 19 / 99 | Mónica Oltra          | 3e   | Gouvernement Puig I  |
| 2019  | 16,7 % | 17 / 99 | Mónica Oltra          | 4e   | Gouvernement Puig II |
| 2023  | 14,5 % | 15 / 99 | Joan Baldoví          | 3e   | Opposition           |

### Élections européennes
| Année | Voix    | Voix    | Mandats | Élus           |
| Année | Espagne | Valence | Mandats | Élus           |
| ----- | ------- | ------- | ------- | -------------- |
| 2014  | 1,9 %   | 7,9 %   | 1 / 54  | Jordi Sebastià |
| 2019  | 1,3 %   | 10,8 %  | 0 / 54  |                |

### Élections municipales à Valence
| Année | Voix    | Mandats | Rang | Gouvernement         |
| ----- | ------- | ------- | ---- | -------------------- |
| 2011  | 9,03 %  | 3 / 33  | 3e   | Opposition           |
| 2015  | 23,3 %  | 9 / 33  | 2e   | Majorité (Joan Ribó) |
| 2019  | 27,55 % | 10 / 33 | 1er  | Majorité (Joan Ribó) |